# Народно читалище „Наука – 1870“
Ловчанско читалище „Наука – 1870“ в Ловеч е създадено от 30 ловешки граждани на 3 януари 1870 г.
За това съобщават в-к „Свобода“, в-к „Македония“ и „Цариградски вестник“. Началните му средства са 5736 гроша. Наречено е „Дружество за просветна дейност“. Сред първите му членове са Никола Ковачев, Цвятко Павлов, Димитър Пъшков, Анастас Хитров, Димитър Маринов-Панталонаджията, Иванчо Колев и др. Едновременно са дейци на борбата за българска църковна независимост и Ловешкия частен революционен комитет. Създадена е читалищна библиотека от получаваните вестници и книги. Театралният състав през 1872 г. изнася първата си пиеса „Райна Княгиня“, оставена от Ангел Кънчев. Борбите за освобождение от османско владичество прекъсват дейността.
Читалището е възобновено през 1883 г. от учителя Атанас Узунов под името Ловчанско читалище „Учение“. По-късно е наименувано „Наука“, „Николай Гогол“ и отново „Наука“. Възобновен е театралният състав, а през 1888 г. са създадени хор и оркестър. Изнесени са над 60 музикални пиеси. Виден читалищен деец по онова време е Панайот Пипков. От началото на XX век в читалищния живот се включват Евстати Павлов, Христо Русков, Виктор Гут, Матю Терзиев, Рафаил Франке, Борис Баев, Димитър Терзиев, Камен Луков, Данаил Василев, професор Параскев Стоянов и др. Редовно се изнасят класически опери и оперети. Заедно с Ловешкото културно-благотворително дружество (София) е издаден многотомния сборник „Ловеч и Ловчаско“ (редактор е професор Анастас Иширков).
През втората половина на века в читалището работят Данаил Василев, Беньо Тотев, Любомир Пипков, Емил Павлов, Ненчо Рашев, Кирил Киров (Маестрото), Борис Петров, Радка Пенева, Димитър Цолов, Милена Баръмова, и др. Създаден е Литературен клуб „Христо Кърпачев“ (1945), Детска музикална школа (1953), Детска балетна школа (1959), а театралният състав прераства в Драматичен театър (1969). Читалището провежда „Люлякови музикални тържества Панайот и Любомир Пипкови“ от 1965 г. Библиотеката прераства в Регионална библиотека „Професор Беньо Цонев“ (1964).
Читалище ”Наука” предлага:
- репертоар от спектакли по класически приказки, представени от актьорите на Куклен театър и Музикален театър;
- обучение по китара, пиано, акордеон, народно пеене, флейта и цигулка;
- възможности за участие в концертни изяви на съставите за любителско творчество: смесен хор, детска вокална група, китарен оркестър;
- възможности за лична изява на творческите способности на гражданите на Ловеч.

Разполага с 2 зали:
- театрална (260 места) – за спектакли, концерти и др.,
- камерна (70 места) – за камерни изяви, изложби, семинари, презентации и др.

Председател на Управителния съвет е Юлиана Близнакова, секретар – Пенка Стаменова. За контакти: тел. 068 – 604 203, 068 – 604 204; имейл: nauka135@abv.bg.